# Mạc Hồng Quân
Mạc Hồng Quân (* 1. Januar 1992 in Chí Linh) ist ein vietnamesisch-tschechischer Fußballspieler.

## Karriere

### Verein
Mạc Hồng Quân erlernte das Fußballspielen in Tschechien in den Jugendmannschaften vom FK Tachov und Sparta Prag. Von 2011 bis 2012 stand er bei Sparta Prag in Prag unter Vertrag. Mit dem Klub spielte er viermal in der zweiten Liga, der Fotbalová národní liga. Nach Vertragsende Mitte 2012 war er bis Ende des Jahres vertrags- und vereinslos. 2013 ging er in sein Geburtsland Vietnam und schloss sich dem FC Thanh Hóa an. Mit dem Verein aus Thanh Hóa spielte er in der höchsten Liga des Landes, der V.League 1. Mitte 2014 wechselte er kurzzeitig zum Ligakonkurrenten An Giang FC nach An Giang. 2015 unterschrieb er einen Vertrag beim ebenfalls in der ersten Liga spielenden Than Quảng Ninh FC. 2016 stand er mit dem Klub aus Cẩm Phả im Finale des vietnamesischen Pokal. Hier gewann man gegen Hà Nội T&T mit insgesamt 6:5. Im gleichen Jahr gewann er auch den Supercup. Das Spiel gegen Hà Nội T&T gewann man im Elfmeterschießen. Die zweite Jahreshälfte 2020 wurde er an den Ligakonkurrenten Hải Phòng FC nach Hải Phòng ausgeliehen. Nach der Ausleihe kehrte er im November 2020 zu Than Quảng Ninh zurück.

### Nationalmannschaft
Mạc Hồng Quân spielte von 2013 bis 2017 14-mal in der vietnamesischen Nationalmannschaft. Mit dem Team nahm er 2014 an der Südostasienmeisterschaft teil.

## Erfolge
Than Quảng Ninh FC
- Vietnamesischer Supercup: 2016
- Vietnamesischer Fußballpokal: 2016